# Santa Cruz Futebol Clube (Riachuelo)
O Santa Cruz Futebol Clube é um clube de futebol brasileiro, da cidade de Riachuelo, no estado de Sergipe. Suas cores são o vermelho, branco e o azul.
O clube profissionalizou-se em 2018, é o mais novo clube profissional do estado. Em 2025 vai disputar a Série A3 do Campeonato Sergipano.
Utilizará o Estádio Chico Leite para mando de seus jogos.
O Santa Cruz, em 2023 foi o unico clube sergipano a conquistar 2 títulos no ano, O Campeonato Sergipano da Serie A2 Sub20 se tornando Bicapeão sergipano sub20 e ganharam vaga na Copinha, e tambem conquistou o Campeonto Sergipano Sub17, título inedito para o clube, e juntamente com o título, ganhou vaga na Copa do Brasil Sub17 2024, que terá seu inicio em fevereiro e o clube enfreta a equipe do Ceára Sporting Club na primeira fase da competição.
Na Copinha o Santa Cruz caiu no grupo 12 na cidade de Jaú, com Spor Club Internacional, XV de Jaú e Velo Clube. Na sua primeira participação pela Copinha, no primeiro jogo, contra a equipe do Internacional perdeu pelo placar por 6 x 0, já no segundo confroto contra a equipe do XV de Jaú, perdeu de virada pelo placar de 2 x 1, esse jogo foi historico para o clube por ter marcado seu primeiro gol na sua historia pela Copinha, já no terceiro jogo, já sem chances de classificação, o Santa Cruz perdeu pelo placar de 4 x 0 para o Velo Clube, assim encerrando sua participação pela Copinha.

## Desempenho em competições oficiais
Campeonato Sergipano (Série A2)
| Ano  | 2018 | 2019 | 2020 | 2021 | 2022 | 2023 | 2024 |
| ---- | ---- | ---- | ---- | ---- | ---- | ---- | ---- |
| Pos. | 7º   | 14º  | 8º   | 16º  | 15º  | 15º  | 13º  |